# 922 Schlutia
922 Schlutia је астероид главног астероидног појаса са средњом удаљеношћу од Сунца која износи 2,691 астрономских јединица (АЈ). 
Апсолутна магнитуда астероида је 11,7 а геометријски албедо 0,029.